# 高橋英辰
高橋 英辰（たかはし ひでとき、1916年4月11日 - 2000年2月5日）は、福島県福島市出身のサッカー選手、サッカー指導者。サッカー日本代表監督を務め、2009年に日本サッカー殿堂入りした。

## 経歴

### 選手時代
刈谷町立亀城小学校（現・刈谷市立亀城小学校）4年の時にサッカーをはじめ、愛知県刈谷中学校（現：愛知県立刈谷高等学校）から早稲田高等学院を経て、早稲田大学に入学。在学中はア式蹴球部に所属した。
1936年（昭和11年）のベルリンオリンピックの日本代表は、当時日本最強だった早稲田のメンバーを中心に構成されたが、在学中の1940年に開催予定の東京オリンピックは幻となった。大学卒業後の1941年（昭和16年）に日立製作所茨城サッカー部に入り、同年の明治神宮競技大会において実業団の部で準優勝を飾った。高橋自身は優れたポジショニングと正確なパスで攻守をまとめる役割を担った。1947年に日立本社に転属。1955年（昭和30年）には日立で現役活動を続けるかたわら、母校である早稲田大学の監督に就任。八重樫茂生、川淵三郎らを擁して関東大学リーグで2連覇を達成した。

### 指導者時代

#### 日本代表監督
1957年（昭和32年）には日本代表監督となり、中国遠征で代表を率いた。ただしこの期間に中国代表などとの国際Aマッチは行なっていないため、代表監督とは見なさないとする意見もある。1958年（昭和33年）に選手としての活動を終えると、1959年（昭和34年）には日本で初めて編成されたユース代表の監督に就任した。マラヤ連邦で開催されたAFCユース選手権1959では杉山隆一らを率いて、3位の成績を収めた。
1960年（昭和35年）には竹腰重丸の後を継ぎ、正式に日本代表監督に就任。コーチのデットマール・クラマーとともに1962 FIFAワールドカップ・予選を戦いつつ、1964年（昭和39年）の東京オリンピックに向けた強化活動としてヨーロッパ遠征などを行った。しかし日本サッカー界は低迷期にあり、在任中の通算成績は8勝5分33敗だった。指導者の若返りを図る日本サッカー協会の方針により、1962年（昭和37年）には長沼健に代表監督の職を譲ることになった。

#### 日立監督
1969年（昭和44年）より日本サッカーリーグ（JSL）で低迷していた古巣の日立製作所本社サッカー部に請われ、監督に就任。スピード重視の三菱、個人技重視のヤンマー、組織力重視の東洋工業とは異なる「走るサッカー」を強調し、1972年（昭和47年）には念願のJSL優勝と天皇杯制覇を遂げた。1960年代末の日本サッカー界に外国人選手はいなかったが、ヤンマーが日本で初めて日系ブラジル人選手を獲得して強化に成功しており、高橋も日立からスタッフをブラジルに派遣して技術の導入に務めた。1975年（昭和50年）にも再び天皇杯で優勝するなど、日立サッカー部の黄金期を築いて1976年（昭和51年）に退任した。

### 指導者退任後
1977年（昭和52年）に日立を定年退職した後は、日立の監督を退いて1978年（昭和53年）までゼネラルマネージャー（GM）を務めた。1965年（昭和40年）に始まったJSLは1試合平均7,000人以上の観客を集める時期もあったが、1977年には1試合平均2,000人以下まで落ち込んでいた。高橋は1979年（昭和54年）から1985年（昭和60年）までJSLの総務主事を務め、釜本邦茂の裸体をJSLのポスターに起用して世間の注目を集めた。また、JSL事務局を日本サッカー協会から独立させるなど、森健兒や木之本興三といった後にJリーグ設立に携わる事になる人材が自由に動く場を作った。自らはもっぱら日本リーグの指導者レベル向上など、地味な役割を担った。
FIFAワールドカップについて、1974年大会と1978年大会はサッカー雑誌の特派員として、1982年大会は特派員ではなく観戦ツアーの一員として現地観戦した。1986年大会は現地で取材し、1987年（昭和62年）に著書『神様はサッカー特派員』を出版した。
その後は、自身の愛称を冠したロク・フットボールクラブを設立、埼玉県南部を中心に活動しユース年代の育成に尽力。1987年にJSL2部のNTT関東サッカー部（現：大宮アルディージャ）の技術顧問を務め、1993年（平成5年）からは日本プロサッカーリーグ（Jリーグ）の初代技術委員長を務めるなど、生涯にわたって技術指導を続けた。
2000年（平成12年）2月5日、東京都目黒区で肺炎により死去した。2009年、日本サッカー殿堂入りした。

## 愛称
愛称は「ロクさん」である。旧制刈谷中学校（現愛知県立刈谷高校）の校長をしていた父親の髪が薄く、頭が太陽(sun)に似ていたこと、さらに、その息子(son)であることから、sunのson(3+3)で6（ロク）となった。

## 指導者成績
| 年度 | 所属   | クラブ | リーグ戦 | リーグ戦 | リーグ戦 | リーグ戦 | リーグ戦 | リーグ戦 | カップ戦 | カップ戦 |
| 年度 | 所属   | クラブ | 順位     | 試合     | 勝点     | 勝利     | 引分     | 敗戦     | JSL杯    | 天皇杯   |
| ---- | ------ | ------ | -------- | -------- | -------- | -------- | -------- | -------- | -------- | -------- |
| 1970 | JSL    | 日立   | 3位      | 14       | 16       | 6        | 4        | 4        | -        | ベスト4  |
| 1971 | JSL    | 日立   | 4位      | 14       | 18       | 7        | 4        | 3        | -        | ベスト4  |
| 1972 | JSL1部 | 日立   | 優勝     | 14       | 21       | 9        | 3        | 2        | -        | 優勝     |
| 1973 | JSL1部 | 日立   | 準優勝   | 18       | 25       | 12       | 1        | 5        | 予選敗退 | 準優勝   |
| 1974 | JSL1部 | 日立   | 3位      | 18       | 19       | 7        | 5        | 6        | -        | ベスト8  |
| 1975 | JSL1部 | 日立   | 3位      | 18       | 25       | 10       | 5        | 3        | -        | 優勝     |
| 1976 | JSL1部 | 日立   | 5位      | 18       | 21       | 7        | 7        | 4        | 優勝     | ベスト8  |

## 著書
- 『神様はサッカー特派員』日貿出版社、1987年12月。ISBN 4817066121。